# Matrox G400
Matrox G400於1999年3月发布。这款产品2D質素比前代更高。3D方面亦新增支援环境映射。G400最大卖点就是高质素2D画質、3D环境映射、凹凸贴图和双显示輸出，但其价格亦与G200一样高昂。

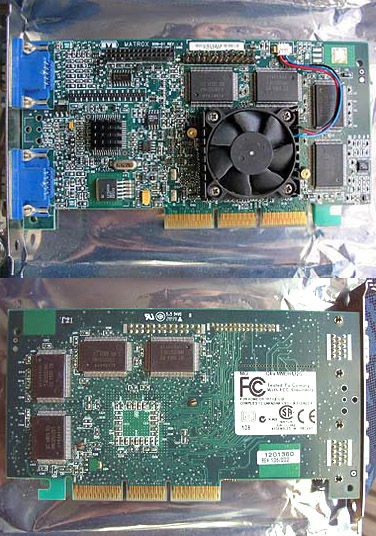
A Matrox G400 Max

G400分为单VGA接口输出与双VGA接口输出版本，并且分别有搭配16MB和32MB显存的版本，支持SDRAM或SGRAM显存，另外可通过外接专用扩展卡令G400支持DVI输出。后期Matrox公司推出了基于G400的频率提升版Matrox Millennium G400 DualHead MAX（简称G400 MAX）以及核心工艺改良版的G450。
G400的实际生产企业只有两家：Matrox公司的自产卡与唯一的第三方授权商技嘉公司。而技嘉公司所生产的G400系列显卡只能在技嘉公司自家生产的主板上使用。